# Dreamachine
Dreamachine o dream machine, que podría traducirse al español como máquina de sueños, es un dispositivo de parpadeo estroboscópico que produce un estímulo visual. Fue creado por el artista Brion Gysin y el científico Ian Sommerville después de leer el libro de William Grey Walter titulado El cerebro viviente.

## Historia
Una máquina de sueños consiste en un cilindro con aberturas cortadas en los lados. El cilindro es colocado en una plataforma que gira a 78 o a 45 revoluciones por minuto. Se coloca una bombilla en el centro del cilindro y la velocidad de giro permite que la luz salga a través de las aberturas con una frecuencia constante de entre 8 y 13 pulsos por segundo. Este rango de frecuencia corresponde a las ondas alfa, que son oscilaciones eléctricas que normalmente están presente en el cerebro humano cuando está relajado.
La máquina de sueños de Brion Gysin es el tema principal del documental FLicKeR de Nik Sheedan.

## Utilización
La máquina de sueños debe ser “vista” con los ojos cerrados, ya que la luz parpadeante estimula el nervio óptico y altera las oscilaciones eléctricas del cerebro. El “espectador" experimenta visiones de patrones de color cuyo brillo es incrementado detrás de sus párpados cerrados. Los patrones se convierten en formas y símbolos que giran alrededor hasta que el espectador se siente rodeado de colores. Se dice que el ver una máquina de sueños le permite a uno entrar en una alucinación hipnagógica. A veces esta experiencia puede ser bastante intensa, pero para salir de la misma basta con abrir los ojos.
Una máquina de sueños puede ser peligrosa para gente con epilepsia fotosensitiva u otros desórdenes nerviosos. Se ha estimado que una de cada 10 000 personas experimentarían un ataque al probar el dispositivo; y en niños se presentaría el doble de casos. El uso de una máquina de sueños puede ser adictivo y se recomienda usar el dispositivo con moderación.